# Betty Owczarek
Betty Owczarek (conosciuta anche come Biba Binoche e Femme Fatale; Courtrai, 22 maggio 1976) è una cantante e personaggio televisivo belga.

## Biografia
Betty Owczarek è diventata famosa grazie alla sua partecipazione alla prima edizione della versione fiamminga del reality show Grande Fratello, andato in onda alla fine del 2000. Si è classificata 7ª su 13 partecipanti. All'inizio del 2001 ha inoltre partecipato al Grande Fratello VIP. Ai tempi era conosciuta come Betty Van Insberghe, cognome preso da quello del marito Marc.
Subito dopo la fine del Grande Fratello, a gennaio 2001, ha pubblicato Come to Me, il suo singolo di debutto, che ha raggiunto il 4º posto in classifica in Belgio e ha ottenuto un disco d'oro per aver venduto più di 10 000 copie. È stato seguito dai singoli You're the One e Something in Your Eyes/Boys Boys Boys, entrambi successi nel suo Paese d'origine, che hanno anticipato l'album Come to Me, pubblicato ad agosto 2001, che ha raggiunto la 39ª posizione nella classifica belga.
Nel 2003 Betty ha assunto il nome d'arte di Biba Binoche per la pubblicazione del suo album in lingua francese, intitolato Initials BB. Il singolo di lancio, Je t'aime mélancolie, una cover del successo di Mylène Farmer del 1991, ha raggiunto il 35º posto in classifica, mentre l'album ha debuttato alla 78ª posizione.
Nel 2004 Betty, sempre come Biba Binoche, ha partecipato alla selezione nazionale per rappresentare il Belgio all'Eurovision Song Contest con la canzone Je chante pour toi, ma non ha raggiunto la finale. Ci riproverà nel 2008 con il brano Décadance, questa volta sotto il nome di Femme Fatale, ma anche questa volta non raggiungerà la finale della selezione.
Nel 2011 ha partecipato al concorso televisivo MasterChef, dove ha raggiunto la semifinale. L'anno successivo ha lavorato come presentatrice televisiva per il canale erotico fiammingo Club 41. Si è laureata come infermiera nel 2016, e dal 2018 lavora come assistente di volo per la Brussels Airlines.

## Discografia

### Album
- 2001 - Come to Me
- 2003 - Initials BB (come Biba Binoche)

### Singoli
- 2001 - Come to Me
- 2001 - You're the One
- 2001 - Something in Your Eyes/Boys Boys Boys
- 2002 - Gek op jou
- 2003 - Je t'aime mélancolie (come Biba Binoche)
- 2003 - Si douce (come Biba Binoche)
- 2003 - Je suis venue te dire que je m'en vais (come Biba Binoche)
- 2004 - Je chante pour toi (come Biba Binoche)
- 2004 - Yo quiero bailar
- 2006 - Tatanzer
- 2006 - Nasowas
- 2008 - Pouces en auvant/Duimen naar voren
- 2008 - Goût d'mazout
- 2008 - Vrienden
- 2008 - Décadance (come Femme Fatale)
- 2010 - Ohlala, deze nacht gaat het gebeuren
- 2012 - Koel me af/So Hot
- 2013 - Tarzan Toy